# H
H beziehungsweise h (gesprochen: [haː]) ist der achte Buchstabe des klassischen und modernen lateinischen Alphabets. Er ist ein Konsonant (auch wenn er unter bestimmten Bedingungen stumm ist). Er hat in deutschen Texten eine durchschnittliche Häufigkeit von 4,76 Prozent. Er ist damit der neunthäufigste Buchstabe in deutschen Texten.

## Darstellung

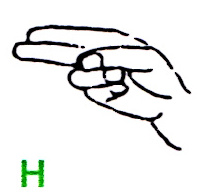
Buchstabe H im Fingeralphabet

Das Fingeralphabet für Gehörlose bzw. Schwerhörige stellt den Buchstaben H dar, indem die geschlossene Hand zum Körper weist, während Zeige- und Mittelfinger parallel vom Körper weg zeigen.
Es gibt einen senkrechten Strich links und einen rechts. Beide senkrechte Striche werden durch einen waagerechten Strich verbunden und so ergibt sich ein großes H.

## Herkunft
| Zaun (protosinaitisch) | Phönizisches Chet | Griechisches Heta/Eta | Etruskisches H                    | Etruskisches H                    | Lateinisches H |
| Zaun (protosinaitisch) | Phönizisches Chet | Griechisches Heta/Eta | Zwei Varianten des etruskischen H | Zwei Varianten des etruskischen H | Lateinisches H |

Noch in der protosinaitischen Schrift stellte der Buchstabe einen Zaun dar. Im phönizischen Alphabet wurde aus diesem Symbol der Buchstabe Chet. Die Phönizier ordneten dem Buchstaben den Lautwert [ħ] zu, den stimmlosen pharyngalen Frikativ – eine Art leichtes H.
In das griechische Alphabet wurde der Buchstabe zuerst als Heta übernommen. Er stand für den Lautwert [h]. Im Phönizischen Alphabet waren diese Lautwerte ursprünglich dem Buchstaben He zugeordnet, die Griechen übernahmen diesen Buchstaben allerdings als [e]. Bis zum klassisch-griechischen änderte sich der Name und Lautwert des Buchstabens ein weiteres Mal: Aus dem Heta wurde das Eta, es stand nun für [eː].
In das etruskische Alphabet wurde das H noch in seiner archaischen Form als in der Mitte geteiltes Rechteck übernommen. Die Etrusker kannten den Laut [h] und übernahmen den Buchstaben mit diesem Lautwert. Die Römer übernahmen das H von den Etruskern, adaptierten jedoch das Aussehen des griechischen Buchstaben.

## Verwendung
Im Deutschen wird das H in seiner Grundfunktion als Konsonantenbuchstabe verwendet, um den Laut [h] darzustellen, der jedoch nur im Silbenanlaut vor Vokalen vorkommt (Hand, holen, Anhalter). In einigen Wörtern wurde das H früher gesprochen, ist jedoch heute in den meisten Varietäten verstummt (sehen, Ehe, gehen, hohe). Dies wirkte sich auf die Rechtschreibung aus, indem man lange Vokale, denen nie ein gesprochenes H folgte, mit einem geschriebenen h als lang markierte (Jahr, Vieh, Bahn). Des Weiteren wird das h im Deutschen in dem Digraphen ch und dem Trigraphen sch verwendet.
Im Englischen steht das H ebenfalls für den Laut [h], wird jedoch in manchen Wörtern, die aus dem Alt- und Mittelfranzösischen stammen am Anfang nicht gesprochen (hour, heir, honour). In volkstümlicher Lautschrift findet es wie im Deutschen als Dehnungs-h Verwendung (z. B. <ah> für [aː]). Es kommt außerdem in den Digraphen ch, th, wh und sh vor.
In den romanischen Sprachen wie Spanisch, Italienisch oder Französisch wird der Buchstabe h generell nicht ausgesprochen. Doch gab es im Französischen früher ein aus dem Altfränkischen ererbtes auszusprechendes h („h aspiré“), das zwar mittlerweile ebenfalls verstummt ist, sich im Übrigen aber weiterhin wie ein Konsonant verhält. Im Italienischen kennen alle Varianten des Galloitalischen und das Toskanische ein realisiertes /h/, ebenso südspanische und lateinamerikanische Varietäten.

## Zitat
„H Der achte buchstabe des lateinischen, sowie des gothischen alphabets (in letzterem auch mit dem zahlwerte 8), der siebente des altnordischen runenalphabets […]. das h ist der jetzigen hochdeutschen sprache theils der reine hauchlaut (das h ist ein scharpffer athem, wie man in die hende haucht […]), theils hat es gar keinen phonetischen wert mehr, insofern es (z. b. in sehen, wehen, ziehen, blühen, hoher, floh) stumm geworden ist, theils steht es oft nur als zeichen der dehnung eines vocals, nicht einmal mehr mit etymologischem werte.“